# Sueños de gloria
Sueños de gloria es una película dramática mexicana de 1953 escrita y dirigida por Zacarías Gómez Urquiza y protagonizada por Miroslava Stern y Luis Aguilar.

## Argumento
Un joven mecánico se topa con una joven rebelde y caprichosa, a quien le compone su auto. El padre de la joven es dueño de una empresa de automóviles, por lo que él aprovecha para presentarle a la empresa su invento, un carburador revolucionario, pero su proyecto es robado por el ingeniero principal de la compañía y el exnovio de la joven, por lo que ingresará a la carrera panamericana que ofrece la empresa de automóviles para ganar el premio, hacer su propio negocio y poder ofrecerle un bienestar a la joven, pues se ha enamorado de ella.

## Reparto
- Miroslava como Elsa.
- Luis Aguilar como Luis de la Mora.
- José Baviera como Don Guillermo Fernández.
- Alberto Mariscal como Ingeniero Ricardo Rojas.
- Gloria Mange como Coque.
- Quintín Bulnes como Chilaquil.
- Beatriz Saavedra como Esperanza.
- María Herrero como Amiga de Elsa.
- Javier de la Parra
- Jorge Casanova como Alberto.
- Víctor Alcocer como Locutor.
- Ana Bertha Lepe como Secretaria.
- Daniel Arroyo como Anunciador del comienzo de la carrera de autos.
- Manuel Casanueva como Cliente en taller.
- Jorge Martínez de Hoyos como Jerónimo.
- Enrique Zambrano como Miembro del comité organizador.